# V1107 Геркулеса
V1107 Геркулеса (лат. V1107 Herculis) — одиночная переменная звезда в созвездии Геркулеса на расстоянии (вычисленном из значения параллакса) приблизительно 8236 световых лет (около 2525 парсек) от Солнца. Видимая звёздная величина звезды — от +14,58m до +14m.
Открыта Ондржеем Пейча в 2002 году*.

## Характеристики
V1107 Геркулеса — красный гигант, пульсирующая полуправильная переменная звезда (SR) спектрального класса M. Эффективная температура — около 3296 K.